# Korte Haven
De Korte Haven is een gracht met een lengte van ongeveer 400 meter in het westen van het centrum van de Zuid-Hollandse plaats Schiedam.
De Korte Haven werd in 1577 gegraven en vormt de verbinding tussen de Nieuwe Haven (Westvest) in het westen en de Lange Haven in het oosten. Aan de westzijde stond de Vlaardinger poort, die in 1862 werd gesloopt.

## Monumentale objecten
- Kerkgebouw Nederlandse Protestanten Bond (1888), Korte Haven 123
- Kloosterkapel (1886), Korte Haven 127, Rijksmonument

## Bruggen
- Westvest brug
- Korte Havenbrug

Buitenhaven · Korte Haven · Lange Haven · Nieuwe Haven · Spuihaven · Voorhaven · Vijfsluizerhaven · Wilhelminahaven · Wiltonhaven